# Lände Frauenaurach
Die Lände Frauenaurach ist ein Hafen- und Gewerbegebiet im Südwesten der kreisfreien Stadt Erlangen in Mittelfranken.

## Geographie
Die Lände Frauenaurach liegt fünf Kilometer südwestlich des Stadtkernes von Erlangen zwischen den Ortsteilen Frauenaurach, Bruck und Eltersdorf und ist ein fast 50 Hektar großes Industrie- und Hafengebiet am Main-Donau-Kanal (MDK). Das Gebiet ist eine lettengründige Ebene auf Keuperschichten oberhalb des 800 m östlich verlaufenden Regnitzgrundes. Es liegt bei Kanalkilometer 48,0 Ost des Main-Donau-Kanales auf einer Höhe von 286 m ü. NN an der Haltung Erlangen.

## Geschichte

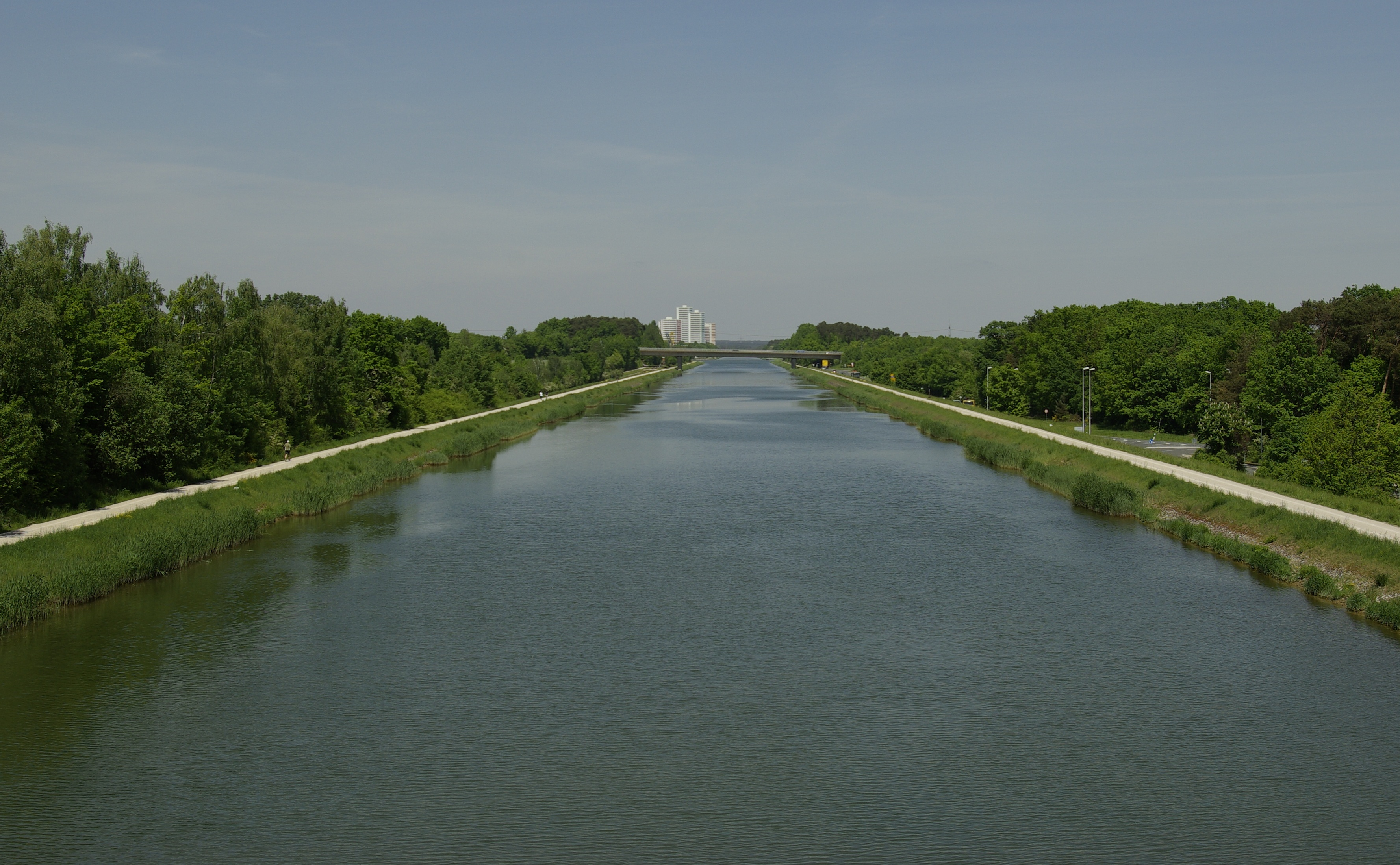
Main-Donau-Kanal bei Frauenaurach

Bereits seit den 1840er Jahren führte der Ludwig-Donau-Main-Kanal westlich an Erlangen vorbei, wo ein mächtiges Kanaldenkmal noch heute an die historischen Anlagen erinnert. Nach Schäden im Zweiten Weltkrieg wurde dieser, auch aufgrund der nicht mehr zeitgemäßen Beförderungskapazitäten und der bei Frauenaurach fehlenden Anlandungsmöglichkeit, um 1950 herum aufgelassen; die Planungen und Bautätigkeiten für den Kanalneubau (1960–1992) begannen. In den 1960er Jahren wurde der alte Kanal zwischen Forchheim und Nürnberg zugunsten der Trassenführung der Bundesautobahn 73 zugeschüttet und vollständig überbaut. 
Als Gelände für die Lände Frauenaurach wurden die Flurstücke Hühnerfleck und Hüttendorferwegfeld etwa einen Kilometer weiter westlich ausgewählt. Dort wurde etwa zeitgleich das Großkraftwerk Franken errichtet, das zur Kohleverstromung die Lände Frauenaurach als Werkslände direkt zugeordnet bekam, um hier die riesigen Mengen Kohle kostengünstig direkt vom Schiff zu den Werksanlagen umschlagen zu können. Das Kraftwerk ging bereits 1967, die neue Hafenanlage erst im Sommer 1970 in den Betrieb. 2001 wurde das Kraftwerk aufgelassen, 2002 zunächst der Schornstein und 2005 dann das Kraftwerksgebäude gesprengt. Die Lände lag in den Folgejahren zunächst brach. Seit 2011 errichtet die Geis Group auf dem freigewordenen Gelände ein Logistikzentrum mit der Option, die Lände und den bereits vorhandenen eigenen Gleisanschluss wieder zu reaktivieren.
Am 11. September 2016 ereignete sich um 01:30 an der Lände Frauenaurach ein schwerer Schiffsunfall. Da der Steuerstand nicht abgesenkt war, rammte das Passagierschiff Viking Freya zuerst die nördlich verlaufende Straßenbrücke der Kreisstraße ER 2 und anschließend die Bahnbrücke der Industriebahnstrecke, die die Lände Frauenaurach und auch den Hafen Erlangen erschließt. ⊙ Der verantwortliche Schiffsführer und ein weiteres Besatzungsmitglied wurden hierbei eingeklemmt und konnten nur noch tot geborgen werden. Nach der Bergung der 181 Passagiere und 49 Besatzungsmitglieder über eine eigens errichtete Notbrücke wurde das Schiff außerhalb der Fahrrinne an der Lände Frauenaurach festgemacht.

## Gewerbe und Infrastruktur
Die Gesamtfläche des Frauenauracher Hafengebietes beträgt circa 50 Hektar und ist noch nicht voll genutzt. 1,5 ha belegen die Hafenanlagen und deren Verkehrswege selbst, 0,5 ha beansprucht der Sportbootclub Herzogenaurach als Vereinsgelände, der direkt gegenüber, bei MDK 47,7 West, einen Sportboothafen mit 15 Wasser-, 10 Landliegeplätzen für Kleinfahrzeuge und seinem Vereinsheim betreibt.
Ein Güterumschlag, der zukünftig von der GEIS – Industrie-Service GmbH betrieben werden wird, findet derzeit wegen Renovierungsmaßnahmen noch nicht wieder statt. Die ehemals vorhandene 16 t Krananlage wurde vorläufig abgebaut. Ein Ausziehgleis zweigt von der ehemaligen Bahnstrecke Erlangen-Bruck–Herzogenaurach zur Lände Frauenaurach hin ab und endet dort als Stumpfgleis. Es führt momentan nicht bis direkt an die Kaianlage, sodass ein direkter Schiene/Schiff-Umschlag augenblicklich noch nicht wieder stattfinden kann.
Es können bei einer Kailänge von 365 Meter entweder zwei Schubverbände mit 185 m Länge oder drei Gütermotorschiffe à 110 m Länge gleichzeitig festmachen, wobei ein Güterumschlag wegen des mit neuen Gebäuden zugebauten Kais nicht mehr möglich ist. Eine Zollabfertigung vor Ort wäre ebenfalls problemlos möglich. An der 600 Meter entfernten Schleuse Kriegenbrunn gibt es am Schleusenvorhafen Liegeplätze für zwei bis drei weitere Schiffe, die aber nur bei kurzen Wartezeiten oder Betriebsstörungen des Kanales in Anspruch genommen werden dürfen. Direkt nördlich der Lände Frauenaurach besteht eine eigene Schiffskehre in der Wasserfahrzeuge bis zu einer Länge von 135 m wenden können.

## Verkehr
Die Lände Erlangen hat im Westen in 4 km Entfernung eine Auffahrtsmöglichkeit zur Bundesautobahn 3; die Verkehrswege dorthin sind kreuzungsfrei angelegt und mit bis zu 38 Tonnen belastbar.

## Bilder Anfahrt von Norden

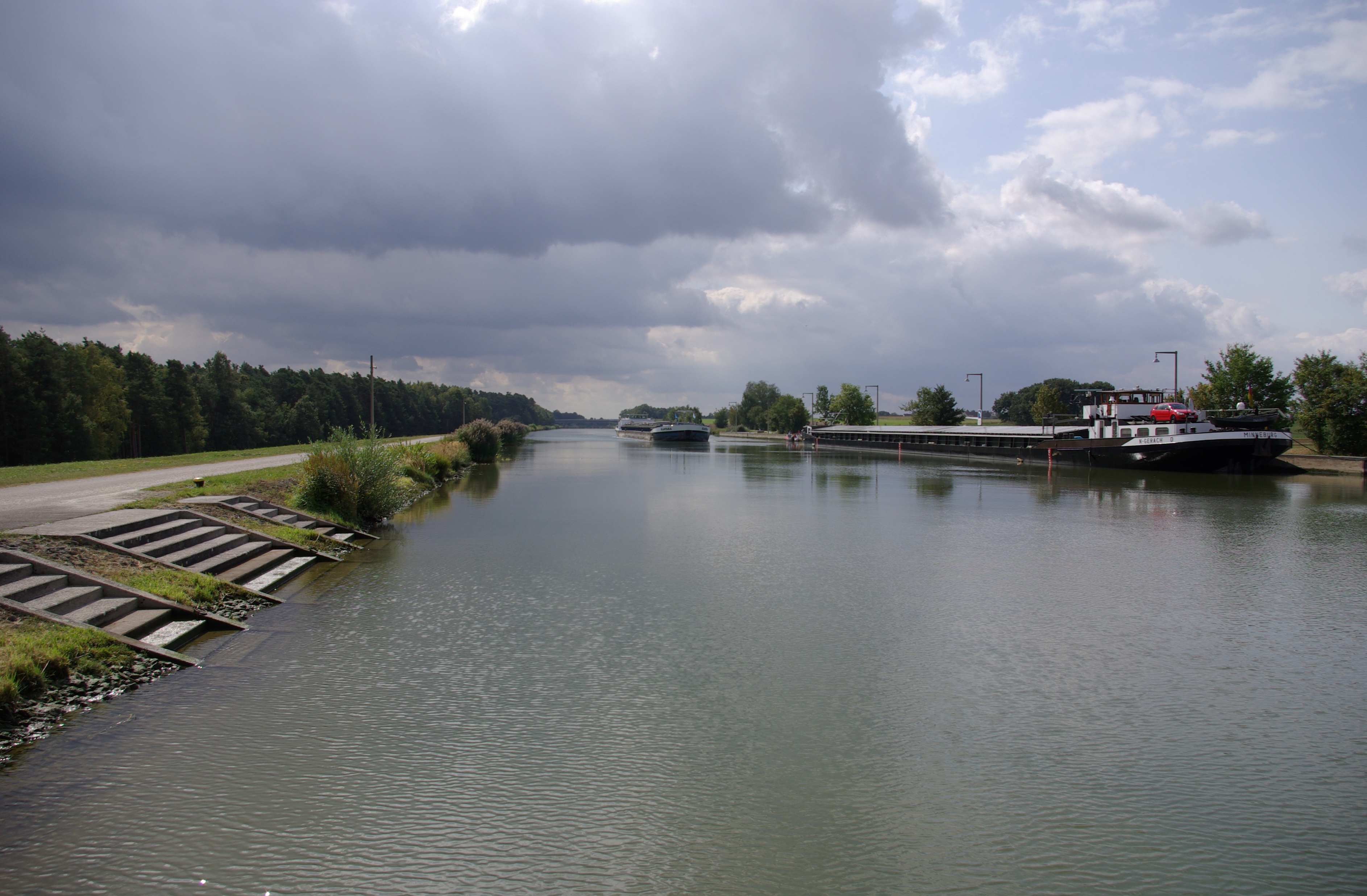
Schleusenvorhafen Kriegenbrunn mit zwei Gütermotorschiffen
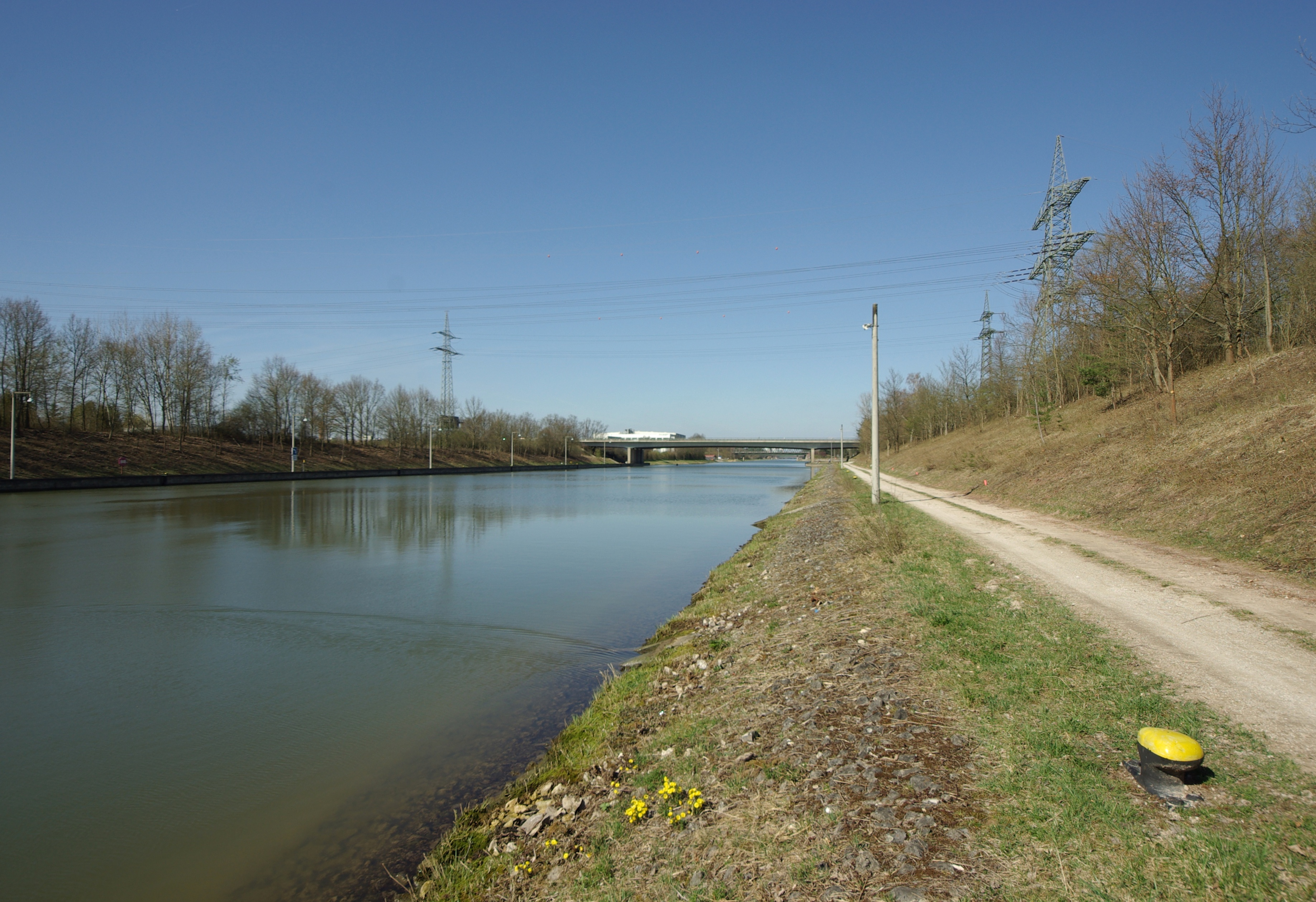
Unterquerung der Stromtrasse und der A 3 bei Frauenaurach
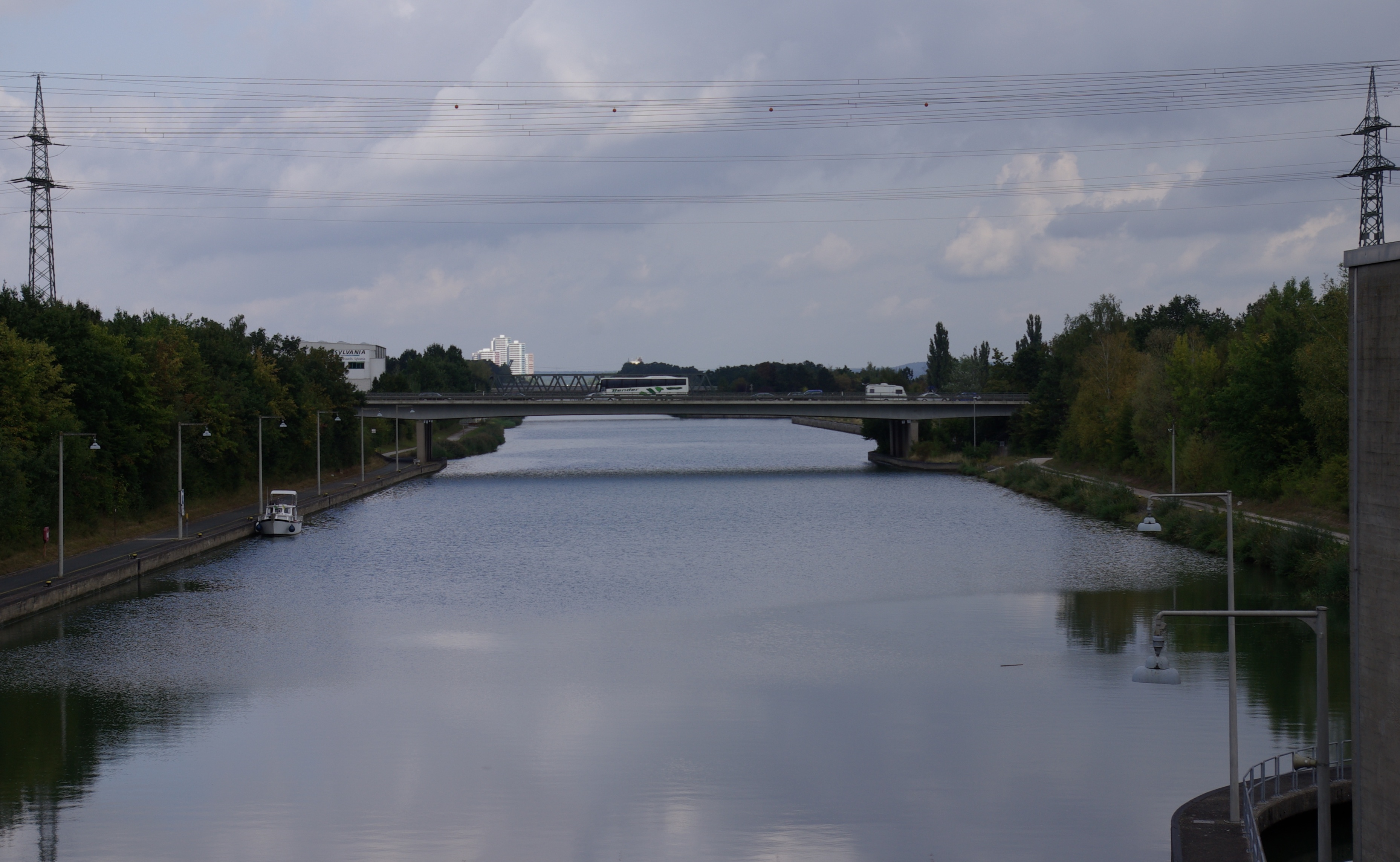
Blick auf Stromtrasse, A 3, Sportboot und Langer Johann